# Carlo Nocella
Carlo Nocella (25 de novembro de 1826 - 22 de julho de 1908) foi um cardeal italiano . Foi Secretário da Sagrada Congregoria Consistorial (1892–1899), Patriarca Latino de Antioquia (1899-1901) e Patriarca Latino de Constantinopla (1901-1903).
Nocella nasceu em Roma e estudou no Pontifical Roman Athenaeum S. Apollinare , de onde obteve um doutorado em direito civil e canônico . Foi ordenado um sacerdote em 2 de setembro de 1849, ele se juntou ao corpo docente da Pontifícia Roman Athenaeum S. Apollinare e depois se tornou secretário de Letras Latinas , canon da Basílica da Libéria e da Basílica de São Pedro , e protonotary apostólica de número participantium . Ele foi nomeadoSecretário de Briefs aos Príncipes em 5 de dezembro de 1884 e Secretário da Sagrada Congregação Consistorial em 21 de março de 1892.
Em 22 de junho de 1899, Nocella foi nomeado patriarca latino de Antioquia pelo Papa Leão XIII . Ele recebeu sua consagração episcopal no dia 16 de julho do cardeal Mariano Rampolla , com os arcebispos Felice Maria de Neckere e Casimiro Gennari , no altar da Cátedra de Pedro na Basílica de São Pedro. Ele foi transferido para o Patriarcado Latino de Constantinopla em 18 de abril de 1901.
Leo XIII criou Priest cardinal de S. Callisto no consistório de 22 de Junho de 1903. Ele participou do conclave papal 1903 , que elegeu o Papa Pio X . Nocella morreu em Roma, aos 81 anos; ele é enterrado no cemitério de Campo Verano .